# Verschärfte Vernehmung
Der Begriff verschärfte Vernehmung war eine während der NS-Zeit im Polizeiverwaltungsbetrieb übliche Bezeichnung zur Umschreibung von bestimmten Formen von körperlicher und/oder psychischer Folter, die im Rahmen von polizeilichen Vernehmungen routinemäßig zur Anwendung gebracht wurden. Ähnlich wie viele andere Vokabeln des SS- und Polizeiverwaltungswesens (z. B. dem Begriff Sonderbehandlung für die gezielte Tötung von Gefangenen) war die Wendung „verschärfte Vernehmung“ ein euphemistisches Codewort (und eine Chiffre), das im amtlichen Schriftverkehr der nationalsozialistischen Polizei zur Verschleierung der tatsächlich stattfindenden Praktiken (Misshandlung, Folter etc.) benutzt wurde.

## Zeit des Nationalsozialismus
In der Zeit des Nationalsozialismus wurden körperliche und psychische Gewalt (z. B. Scheinerschießungen) bei Vernehmungen bereits seit 1933 inoffiziell angewendet, unter anderem durch die Geheime Staatspolizei und andere Polizeiorgane, durch Vertreter der NSDAP oder Angehörige der SS. Die SS stand 1933 noch im Rang einer Partei-Organisation und nicht einer staatlichen Organisation.
Mitte der 1930er Jahre begann die Führung der deutschen Polizei damit, die bei Vernehmungen angewandten Gewalt-Methoden formal zu legalisieren, zu systematisieren und zu kodifizieren: 1935 trat Heinrich Himmler, der damals als Inspekteur der Geheimen Staatspolizei bereits die faktische Führung der gesamten Politischen Polizei in Deutschland innehatte, mit dem Reichsjustizminister Franz Gürtner in Verhandlungen, um eine rechtliche Anerkennung derartiger Praktiken zu erreichen. So schrieb Himmler 1935 in einem Brief, in dem er die Einführung „verschärfter Vernehmungen“ forderte, dass der Staat die Pflicht habe, „seinen Vollzugsorganen Mittel in die Hand zu geben, die es ermöglichen staatliche Autorität dem Verbrecher gegenüber durchzusetzen.“ Daher sei es bereits im polizeilichen Ermittlungsverfahren erforderlich, Rechtsbrecher „in gehöriger Weise anfassen zu können“. Gürtner stellte hingegen dar, dass durch Misshandlungen erpresste Aussagen und Geständnisse in Hochverratsprozessen in immer stärkerem Maße für wertlos und ohne Beweiskraft gehalten würden. Am 11. Oktober 1935 wurden jedoch zwei Gestapobeamte, die trotz Interventionen einflussreicher Fürsprecher wie Walter Best, Viktor Brack und Wolf-Heinrich von Helldorff wegen Misshandlung und Geständniserpressung in Untersuchungshaft einsaßen, auf Weisung Hitlers aus der Haft entlassen und das schwebende Verfahren eingestellt.
Da entsprechende Verhandlungen der Führung der Polizei (die in Personalunion auch die Führung der SS bildete) sich hinzogen, gab Reinhard Heydrich, Himmlers rechte Hand, der als Leiter des Geheimen Staatspolizeiamtes in Berlin de facto die tagtägliche Führung der Politischen Polizei und der Kriminalpolizei innehatte, in einem Erlass vom 28. Mai 1936 intern die Anweisung aus, dass „verschärfte Vernehmungen“ in Vernehmungsprotokollen und Aktenunterlagen nicht erwähnt werden dürften.
Nachdem das Justizministerium und die Polizeiführung sich schließlich geeinigt hatten, wurden am 1. Juli 1937 durch einen Erlass Heydrichs die Praktiken körperlicher oder psychischer Gewaltanwendungen bei Verhören als „verschärfte Vernehmung“ behördlich legalisiert. Diese Praktiken wurden später „im Zuge der Vereinfachung“ in einem Geheimerlass des Chefs der Sipo und des SD (Heydrich), der stellvertretend vom Chef der Gestapo, Heinrich Müller, abgezeichnet worden war, vom 12. Juni 1942, erneuert und der Kriegssituation angepasst, wobei der Kreis der zu Folternden fast völlig entgrenzt wurde. In Müllers Erlass hieß es u. a.:
In allen uebrigen Faellen bedarf es grundsaetzlich meiner vorherigen Genehmigung [....]
Ein höherer Polizeioffizier, der mit der Organisation der Durchführung von verschärften Vernehmungen im deutschbesetzten Polen vertraut war, bezeichnete die bürokratische Formalisierung des Vorgangs seit 1942 – d. h., dass seit 1942 pro forma in Berlin beim Reichssicherheitshauptamt (RSHA) eine Vernehmung durch Anwendung von Folter bewilligt werden musste, was jedoch automatisch und immer erfolgte – als „lächerliche Farce“.

## Nachwirken
Die US-amerikanische Regierung Bush lancierte kurz nach den Terroranschlägen vom 11. September 2001 im Rahmen des von ihr eingeleiteten militärisch-geheimdienstlichen Vorgehens gegen den islamistischen Terrorismus die Bezeichnung enhanced interrogation, um bestimmte „robuste“ Verhörmethoden zu kennzeichnen. Diese wurden angewandt, um in amerikanischer Gefangenschaft befindliche Personen, die im Verdacht standen mit terroristischen Organisationen oder Planungen in Verbindung zu stehen, zur Preisgabe von Informationen zu bewegen. Kritiker des war on terror sowie speziell der enhanced interrogation genannten Methoden wiesen darauf hin, dass sich der Begriff enhanced interrogation wortwörtlich mit dem NS-Begriff „verschärfte Vernehmung“ übersetzen lasse und umgekehrt. Zudem ist auf inhaltlicher Ebene der Umstand angeprangert worden, dass die Verfahrensweisen, die die Regierung Bush unter der beschönigenden Bezeichnung der enhanced interrogation anwandte, in der Sache genauso Folterpraktiken seien wie die seinerzeit vom NS-Regime unter der verharmlosenden Bezeichnung „verschärfte Vernehmung“ angewandten Praktiken. Somit bestünde nicht nur eine linguistische Parallele zwischen den Begriffen „verschärfte Vernehmung“ und enhanced interrogation, sondern seien auch die tatsächlichen Vorgänge, die sich jeweils hinter diesen beiden ähnlichen Begriffen verbargen, in der Sache einander sehr ähnlich.
Während der Nürnberger Prozesse wurde die Bezeichnung „verschärfte Vernehmung“, wenn sie in von der Anklagebehörde vorgelegten deutschsprachigen offiziellen Dokumenten auftauchte, in den englischsprachigen Prozessprotokollen noch als „third degree interrogation“ (Vernehmung dritten Grades) übersetzt. Bei dieser Formulierung handelte es sich um eine im englischen Sprachraum durch das 1930 erschienene Buch The Third Degree des Polizeireporters Emanuel H. Lavine – in dem dieser unter diesem Stichwort brutale Verhörmethoden amerikanischer Polizisten beschrieb – popularisierte Bezeichnung für brutale Verhörpraktiken.